# Stirbt unser blauer Planet?
Stirbt unser blauer Planet? war der Name einer populärwissenschaftlichen Fernsehsendung, die 1974 im Zweiten Deutschen Fernsehen ausgestrahlt wurde. Moderiert wurde sie von dem Physiker und Wissenschaftsjournalist Heinz Haber. Haber beleuchtete in jeder der zwölf Folgen Probleme der menschlichen Gegenwartsgeschichte, die er in seinem ein Jahr zuvor erschienenen, gleichnamigen Buch Stirbt unser blauer Planet? Die Naturgeschichte unserer überbevölkerten Erde veröffentlicht hatte. Darin warnte er vor den Folgen eines unkontrollierten globalen Bevölkerungswachstums und der damit verbundenen, fortschreitenden Umweltverschmutzung und -zerstörung, den Problemen einer ausreichenden Nahrungsmittel- und Energieversorgung auf der Erde und wies auf die Grenzen des technologischen Fortschritts und ökonomischen Wachstums hin. Gleichzeitig beklagte er den mangelnden Handlungswillen der politischen Funktionsträger bei der Bekämpfung dieser Probleme und stellte indirekt die Zukunftsfähigkeit der Menschheit als Erdbewohner in Frage.
Die halbstündige Sendung wurde zunächst am Donnerstag um 16:30 Uhr ausgestrahlt, später erhielt sie einen neuen Programmplatz am Sonntagnachmittag. Alle zwölf Folgen wurden von November 1974 bis April 1975 im gemeinsamen Vormittagsprogramm von ARD und ZDF wiederholt.
Nach Ideen von Heinz und Irmgard Haber sowie Dieter Seelmann strahlte das ZDF von 1979 bis 1980 die Science-Fiction-Serie Geschichten aus der Zukunft aus, die sich mit Problemen, die in Zukunft auf die Menschheit zukommen könnten, befasst.

## Übersicht aller Folgen
1. Das ungelöste Problem
2. Das goldene Gleichgewicht
3. Die menschliche Zeitbombe
4. Unser täglich Brot
5. Keine Rose ohne Dornen
6. Das kostbare Luftmeer
7. „Alarm“ – ein Gramm pro Tonne
8. Unser Feind, das Atom
9. Mensch und Energie
10. „Seid fruchtbar und mehret euch“
11. „Der letzte Intelligenztest“
12. „Morgen, morgen, nur nicht heute!“